# فریک اکسالات
فریک اکسالات (به انگلیسی: Ferric oxalate) با فرمول شیمیایی C۶Fe۲O۱۲ یک ترکیب شیمیایی با شناسه پاب‌کم ۱۶۸۹۶۳ است؛ که جرم مولی آن ۳۷۵٫۷۴۷ g/mol می‌باشد. شکل ظاهری این ترکیب، پودر زرد کمرنگ است. این ترکیب حاصل پیوند یون فریک با آنیون اگزالات است.